# Germán Efromovich
Germán Efromovich (ur. 28 marca 1950 w La Paz) – brazylijski inżynier mechanik, przedsiębiorca, założyciel Synergy Group oraz właściciel linii lotniczych Avianca i TACA.

## Życiorys
Pochodzi z rodziny polskich Żydów, jego rodzice wyemigrowali z Polski po zakończeniu II wojny światowej. Początkowo osiadli w La Paz by następnie przenieść się do miasta Arica w Chile, a później w 1964 r. do São Paulo. W Brazylii German skończył Faculdade de Engenharia Industrial (FEI) i zajął się biznesem. 
Posiada obywatelstwo brazylijskie, kolumbijskie i polskie.